# ビルギッタ (スウェーデン王女)
ビルギッタ王女（スウェーデン語: Prinsessan Birgitta, 全名:Birgitta Ingeborg Alice, 1937年1月19日 - 2024年12月4日）は、スウェーデンの王女で、現国王カール16世グスタフの姉。

## 略歴
スウェーデン前国王グスタフ6世アドルフの長男ヴェステルボッテン公グスタフ・アドルフと、その妃でザクセン＝コーブルク＝ゴータ公カール・エドゥアルトの娘であるシビラの次女として生まれる。
1959年に、訪問先の西ドイツで親類や友人たちを集めて催されたカクテルパーティーの席上で、ヨハン・ゲオルク・フォン・ホーエンツォレルン＝ジグマリンゲンと知り合った。1960年12月5日にヨハン・ゲオルクとの婚約が発表され、1961年5月25日にストックホルム宮殿で市民婚が、同年5月30日にジグマリンゲン城のザンクト・ヨハン教会で宗教婚が行なわれた。
夫妻は間に2男1女をもうけたものの、1990年から別居状態となっている（離婚はしていない）。
- カール・クリスティアン・フリードリヒ・ヨハネス・マインラート・マリア・フーベルトゥス・エトムント（1962年 - ）
- デジレ・マルガレーテ・ヴィクトリア・ルイーゼ・ジビラ・カタリナ・マリア（1963年 - ）
- フーベルトゥス・グスタフ・アドルフ・ファイト・ゲオルク・マインラート・マリア・アレクサンダー（1966年 - ）

のちはスペインのマヨルカ島に移り住み、ゴルフやチャリティー事業に関する多くの役職に就いており、母国スウェーデンにおいても、叔父ハッランド公ベルティルの後を継いで、王立ゴルフ協会の名誉会員を務めている。
ビルギッタは、イギリスのヴィクトリア女王の玄孫にあたるため、イギリス王位継承権を持っている。1701年王位継承法ではカトリック教徒と結婚すると継承権を失うとされていることから、ヨハン・ゲオルクとの結婚に伴い、一旦王位継承権を失った。しかし2013年王位継承法の発布により、現在は継承権が回復している。
2024年12月4日、マヨルカ島で死去。87歳没。